# 1 of 1 (singel)
„1 of 1” – singel południowokoreańskiej grupy SHINee, wydany cyfrowo 5 października 2016 roku w Korei Południowej. Promował album o tym samym tytule. Singel sprzedał się w Korei Południowej w nakładzie 235 410 egzemplarzy (stan na październik 2016 r.).
Teledysk do utworu ukazał się 5 października 2016 na oficjalnym kanale YouTube wytwórni.

## Lista utworów
| Nr | Tytuł    | Słowa                                          | Muzyka                                                        | Czas |
| -- | -------- | ---------------------------------------------- | ------------------------------------------------------------- | ---- |
| 1. | "1 of 1" | JQ, Bae Seong-hyeon, Lee Seu-ran, Kim In-hyung | Mike Daley, Mitchell Owens, Michael Jiminez, Tay Jasper, MZMC | 3:25 |

## Notowania
| Lista                       | Pozycja |
| --------------------------- | ------- |
| Gaon Weekly Digital Chart   | 4       |
| Gaon Monthly Digital Chart  | 16      |
| Gaon Weekly Download Chart  | 5       |
| Gaon Monthly Download Chart | 13      |
| Gaon Mobile Chart           | 1       |